# Artan Karapiçi
Artan Karapiçi (Tirana, 19 aprile 1980) è un ex calciatore albanese, di ruolo centrocampista.